# Михил Хојсман
Михил Хојсман (хол. Michiel Huisman; Амстелвен, 18. јул 1981) холандски је глумац и музичар.

## Биографија
Рођен је 18. јула 1981. године у Амстелвену. Брат је бившег фудбалера Дастина Хојсмана. Љубитељ је стоног тениса, који игра од детињства. Одрастао је у јеврејској породици.
Ожењен је холандском глумицом Таром Елдерс с којом има једну ћерку рођену 2007. Раније су живели у Њу Орлеансу, а тренутно у Њујорку.

## Дискографија
Студијски албуми
- (2005)